# 鴨居川
鴨居川（かもいがわ）は、神奈川県横浜市を流れる河川。鶴見川水系の支流の一つである。

## 流域
横浜市緑区鴨居地区を流れ、鴨居一丁目で鶴見川の右岸（南側）に合流する。JR横浜線橋りょう下流端から鶴見川合流点にかけては横浜川崎治水事務所の所管となる。上流部は暗渠で、鴨居五丁目から鶴見川の合流地点まで約900メートルは川を見ることができる。